# Rally Estland
Rally Estland är en deltävling i rally-VM med bas i Tartu. 
Rallyt startade 2010 som en nationell tävling. Från 2014 ingick tävlingen i Europamästerskapet i rally och sedan 2020 ingår tävlingen i FIA:s rally-VM.

## Vinnare av Rally Estland (WRC)
| År   | Vinnare                         | Bil                    |                |
| ---- | ------------------------------- | ---------------------- | -------------- |
| 2025 | Oliver Solberg Elliot Edmundson | Toyota GR Yaris Rally1 |                |
| 2024 | Inget VM-rally                  | Inget VM-rally         | Inget VM-rally |
| 2023 | Kalle Rovanperä Jonne Haltunen  | Toyota GR Yaris Rally1 |                |
| 2022 | Kalle Rovanperä Jonne Haltunen  | Toyota GR Yaris Rally1 |                |
| 2021 | Kalle Rovanperä Jonne Haltunen  | Toyota Yaris WRC       |                |
| 2020 | Ott Tänak Martin Järveoja       | Hyundai i20 Coupe WRC  |                |